# Indy Lights 1998
De 1998 CART PPG/Dayton Indy Lights Kampioenschap was het dertiende kampioenschap van de Indy Lights.

## Teams en Rijders
Alle teams reden met een Lola T97/20-chassis en met een 3.5 L Buick V6-motor.
| Team                              | Nr | Rijder             | Sponsor(s)                                                  | Opmerkingen |
| --------------------------------- | -- | ------------------ | ----------------------------------------------------------- | --- |
| Tasman Motorsports                | 1  | Airton Dare        | Banestado / LCI                                             | |
| Tasman Motorsports                | 2  | Cristiano da Matta | Medley / LCI                                                | |
| Brian Stewart Racing              | 3  | Wim Eyckmans       | EGP / STP                                                   | Reed de laatste drie races                                                                                           |
| Brian Stewart Racing              | 3  | Sergio Paese       | Transamerica / Sega / STP / Coimex                          | Reed de eerste elf races                                                                                             |
| Brian Stewart Racing              | 4  | Sergio Paese       | Coimex / STP                                                | Reed de laatste race                                                                                                 |
| Brian Stewart Racing              | 5  | Mattias Andersson  | IFS / Sega / STP                                            | Reed de eerste drie races                                                                                            |
| Brian Stewart Racing              | 5  | Luiz Garcia jr.    | PetroBras / Arisco / STP / Lubrax / Banco Sofisa / Marlboro | Reed de laatste elf races                                                                                            |
| Johansson Motorsports             | 6  | Guy Smith          | NTS Dream Writer / Swift / NTS Computers                    | |
| Johansson Motorsports             | 7  | Luiz Garcia jr.    | NTS Dream Writer / PetroBras                                | Reed de eerste twee races                                                                                            |
| Penske Racing                     | 8  | Clint Mears        | Penske Auto Center / Mobil                                  | Reed in Miami, Long Beach, Pennsylvania, Gateway, Milwaukee, Detroit, Cleveland, Michigan, Laguna Seca en Californië |
| Penske Racing                     | 9  | Casey Mears        | Penske Auto Center / Mobil / MCI                            | Reed in Miami, Long Beach, Pennsylvania, Gateway, Milwaukee, Detroit, Cleveland, Michigan, Laguna Seca en Californië |
| Conquest Racing                   | 11 | Andy Boss          | Cross Pens / Border Patrol                                  | |
| Conquest Racing                   | 21 | Felipe Giaffone    | Hollywood / Banco Sofisa / Cafe Do Pronto                   | |
| Lucas Place Motorsports           | 14 | Geoff Boss         | LCI / Exide Electronics                                     | |
| Lucas Place Motorsports           | 15 | Brian Cunningham   | LCI / Exide Electronics                                     | |
| Indy Regency Racing               | 16 | Shigeaki Hattori   | Epson / Ibarakai Toyopet                                    | |
| Indy Regency Racing               | 28 | Rodolfo Lavin      | Corona / Modelo                                             | Reed in Miami, Long Beach, Gateway, Milwaukee, Detroit, Portland, Toronto, Michigan, Vancouver en Laguna Seca        |
| PacWest Lights                    | 17 | Philip Morris      | Anti-Bio                                                    | Reed de laatste twee races niet                                                                                      |
| PacWest Lights                    | 17 | Paul Jasper        | Hollywood Video                                             | Reed alleen de laatste race                                                                                          |
| PacWest Lights                    | 18 | Didier André       | Motorola / Mack Trucks                                      | |
| Mattco Raceworks                  | 26 | Mark Hotchkis      | Kool                                                        | Reed alleen in Trois-Rivieres                                                                                        |
| Mattco Raceworks                  | 77 | Tony Renna         | Alco Capital Group / Nassi                                  | Reed alleen niet in Vancouver                                                                                        |
| Mattco Raceworks                  | 77 | Mark Hotchkis      | Alco Capital Group / Nassi                                  | Reed alleen in Vancouver                                                                                             |
| Mattco Raceworks                  | 78 | Mark Hotchkis      | Alco Capital Group / Nassi                                  | Reed in Pennsylvania, Gateway, Milwaukee en Detroit                                                                  |
| Mattco Raceworks                  | 78 | Chris Simmons      | Alco Capital Group / Nassi                                  | Reed niet in Pennsylvania, Gateway, Milwaukee en Detroit                                                             |
| Mattco Raceworks                  | 79 | Mark Hotchkis      | Alco Capital Group / Nassi                                  | Reed alleen in Californië                                                                                            |
| Team KOOL Green                   | 27 | Naoki Hattori      | Kool                                                        | |
| Dorricott Racing                  | 30 | Bud Kaeding        | Heritage Bank                                               | Reed in Gateway, Milwaukee, Michigan en Californië                                                                   |
| Dorricott Racing                  | 31 | Philipp Peter      | Sebring / Red Bull / Estebe                                 | |
| Dorricott Racing                  | 32 | Oriol Servia       | Catalonia / Elf / Heritage                                  | |
| Team Rahal                        | 41 | Mike Borkowski     | Textron Automotive                                          | |
| Irish Motorsports / Bordin Racing | 56 | Tim Moser          | Worldwide Pants, Inc.                                       | Reed alleen in Long Beach                                                                                            |
| Genoa Racing                      | 61 | Eric Jensen        | Allied Van Lines                                            | Reed alleen in Long Beach                                                                                            |
| Genoa Racing                      | 61 | Cory Witherill     | WSA Healthcare / Mendocino / Saskatchewan Indians           | Reed in Portland, Vancouver, Laguna Seca en Californië                                                               |
| Herdez Competition Team           | 87 | Jorge Goeters      | Quaker State                                                | Reed niet in Vancouver en Laguna Seca                                                                                |
| Herdez Competition Team           | 87 | Mario Dominguez    | Quaker State                                                | Reed alleen in Vancouver en Laguna Seca                                                                              |
| Quaker State Team Go              | 88 | Derek Higgins      | Quaker State                                                | |

## Races
| Race | Datum        | Circuit                         | Locatie            |
| ---- | ------------ | ------------------------------- | ------------------ |
| 1    | 15 Maart     | Homestead-Miami Speedway        | Homestead, FL      |
| 2    | 5 April      | Long Beach street circuit       | Long Beach, CA     |
| 3    | 27 April     | Nazareth Speedway               | Nazareth, PE       |
| 4    | 23 Mei       | Gateway International Raceway   | Madison, IL        |
| 5    | 31 Mei       | Milwaukee Mile                  | West Allis, WI     |
| 6    | 7 Juni       | Belle Isle Raceway              | Detroit, MI        |
| 7    | 21 Juni      | Portland International Raceway  | Portland, OR       |
| 8    | 12 Juli      | Mid-Ohio Sports Car Course      | Cleveland, OH      |
| 9    | 19 Juli      | Exhibition Place                | Toronto, ON        |
| 10   | 25 Juli      | Michigan International Speedway | Brooklyn, MI       |
| 11   | 2 Augustus   | Trois-Rivières                  | Trois-Rivières, QU |
| 12   | 6 September  | Molson Indy Vancouver           | Vancouver, BC      |
| 13   | 13 September | Laguna Seca Raceway             | Monterey, CA       |
| 14   | 31 Oktober   | California Speedway             | Fontana, CA        |

## Race resultaten
| Race | Race naam      | Pole positie       | Snelste ronde      | Meeste ronden aan de leiding | Winnende rijder    | Winnende team         |
| ---- | -------------- | ------------------ | ------------------ | ---------------------------- | ------------------ | --------------------- |
| 1    | Homestead      | Sergio Paese       | Shigeaki Hattori   | Shigeaki Hattori             | Shigeaki Hattori   | Indy Regency Racing   |
| 2    | Long Beach     | Didier André       | Cristiano da Matta | Cristiano da Matta           | Cristiano da Matta | Tasman Motorsports    |
| 3    | Pennsylvania   | Cristiano da Matta | Cristiano da Matta | Cristiano da Matta           | Cristiano da Matta | Tasman Motorsports    |
| 4    | Gateway        | Jorge Goeters      | Shigeaki Hattori   | Shigeaki Hattori             | Shigeaki Hattori   | Indy Regency Racing   |
| 5    | Milwaukee      | Sergio Paese       | Derek Higgins      | Derek Higgins                | Derek Higgins      | Quaker State Team Go  |
| 6    | Belle Isle     | Airton Dare        | Airton Dare        | Airton Dare                  | Airton Dare        | Tasman Motorsports    |
| 7    | Portland       | Guy Smith          | Didier André       | Guy Smith                    | Guy Smith          | Johansson Motorsports |
| 8    | Ohio           | Luiz Garcia jr.    | Sergio Paese       | Luiz Garcia jr.              | Luiz Garcia jr.    | Brian Stewart Racing  |
| 9    | Toronto        | Guy Smith          | Luiz Garcia jr.    | Guy Smith                    | Guy Smith          | Johansson Motorsports |
| 10   | Michigan       | Tony Renna         | Sergio Paese       | Tony Renna                   | Tony Renna         | Mattco Raceworks      |
| 11   | Trois-Rivières | Shigeaki Hattori   | Cristiano da Matta | Cristiano da Matta           | Cristiano da Matta | Tasman Motorsports    |
| 12   | Vancouver      | Cristiano da Matta | Cristiano da Matta | Cristiano da Matta           | Cristiano da Matta | Tasman Motorsports    |
| 13   | Monterey       | Didier André       | Chris Simmons      | Didier André                 | Didier André       | PacWest Lights        |
| 14   | Californië     | Tony Renna         | Airton Dare        | Tony Renna                   | Mark Hotchkis      | Mattco Raceworks      |

## Uitslagen
| Pos | Rijder             | MIA | LBH | NAZ | STL | MIL | DET | POR | CLE | TOR | MIS | TRO | VAN | LS | FON | Punten |
| --- | ------------------ | --- | --- | --- | --- | --- | --- | --- | --- | --- | --- | --- | --- | -- | --- | ------ |
| 1   | Cristiano da Matta | 2   | 1*  | 1*  | 3   | 10  | 2   | 20  | 22  | 15  | 2   | 1*  | 1*  | 22 | 11  | 154    |
| 2   | Didier André       | 14  | 5   | 2   | 12  | 15  | 5   | 8   | 3   | 5   | 7   | 5   | 6   | 1* | 5   | 123    |
| 3   | Guy Smith          | 3   | 8   | 21  | 11  | 22  | 8   | 1*  | 4   | 1*  | 6   | 4   | 8   | 15 | 10  | 104    |
| 4   | Felipe Giaffone    | 19  | 24  | 8   | 4   | 2   | 9   | 2   | 8   | 6   | 9   | 6   | 5   | 18 | 2   | 104    |
| 5   | Derek Higgins      | 7   | 21  | 15  | 6   | 1*  | 12  | 10  | 2   | 17  | 13  | 10  | 2   | 3  | 7   | 94     |
| 6   | Airton Dare        | 17  | 9   | 5   | 9   | 8   | 1*  | 4   | 13  | 8   | 19  | 21  | 3   | 11 | 15  | 78     |
| 7   | Oriol Servia       | 4   | 19  | 13  | 16  | 14  | 6   | 21  | 6   | 10  | 5   | 2   | 19  | 2  | 25  | 73     |
| 8   | Tony Renna         | DNS | 12  | 10  | 22  | 5   | 15  | 12  | 5   | 21  | 1*  | 20  |     | 8  | 3*  | 68     |
| 9   | Geoff Boss         | 9   | 2   | 12  | 15  | 4   | 3   | 11  | 20  | 19  | 14  | 19  | 7   | 4  | 18  | 67     |
| 10  | Naoki Hattori      | 18  | 3   | 7   | 8   | 12  | 23  | 16  | 17  | 2   | 16  | 3   | 17  | 5  | 17  | 66     |
| 11  | Philipp Peter      | 11  | 4   | 19  | 2   | 9   | 10  | 22  | 7   | 4   | 23  | 11  | 9   | 16 | 12  | 62     |
| 12  | Luiz Garcia jr.    | 22  | 10  |     | 20  | 11  | 21  | 3   | 1*  | 11  | 15  | 12  | 16  | 6  | 6   | 60     |
| 13  | Sergio Paese       | 21  | 6   | 20  | 10  | 3   | 22  | 6   | 18  | 9   | 3   | 13  |     |    | 26  | 53     |
| 14  | Shigeaki Hattori   | 1*  | 11  | 14  | 1*  | 21  | 20  | 18  | 21  | 16  | 20  | 16  | 13  | 9  | 9   | 52     |
| 15  | Mark Hotchkis      |     |     | 9   | 21  | 7   | 4   |     |     |     |     | 7   | 11  |    | 1   | 50     |
| 16  | Jorge Goeters      | 16  | 15  | 11  | 5   | 6   | 16  | 9   | 9   | 7   | 21  | 15  |     |    | 20  | 34     |
| 17  | Casey Mears        | 10  | 13  | 3   | 7   | 16  | 19  |     | 10  |     | 11  |     |     | 21 | 8   | 33     |
| 17  | Brian Cunningham   | 12  | 22  | 4   | 23  | 20  | 7   | 5   | 12  | 14  | 22  | 18  | 10  | 20 | 24  | 33     |
| 19  | Chris Simmons      | 5   | 23  |     |     |     |     | 14  | 15  | 3   | 10  | 8   | 18  | 13 | 14  | 32     |
| 20  | Andy Boss          | 13  | 16  | 6   | 13  | 17  | 14  | 19  | 11  | 13  | 4   | 14  | 22  | 14 | 13  | 22     |
| 21  | Paul Morris        | 6   | 20  | 22  | 18  | 24  | 13  | 7   | 19  | 20  | DNQ | 9   | 20  |    |     | 18     |
| 22  | Mike Borkowski     | 20  | 25  | 16  | 19  | 18  | 11  | 15  | 14  | 12  | 18  | 17  | 4   | 17 | 23  | 15     |
| 23  | Cory Witherill     |     |     |     |     |     |     | 13  |     |     |     |     | 15  | 12 | 4   | 13     |
| 24  | Clint Mears        | DNS | DNQ | 18  | 17  | 19  | 17  |     | 16  |     | 8   |     |     | 10 | 22  | 8      |
| 25  | Mario Domínguez    |     |     |     |     |     |     |     |     |     |     |     | 14  | 7  |     | 6      |
| 25  | Mattias Andersson  | 15  | 7   | 17  |     |     |     |     |     |     |     |     |     |    |     | 6      |
| 27  | Rodolfo Lavin      | 8   | 18  |     | 24  | 13  | 18  | 17  |     | 18  | 17  |     | 21  | 23 |     | 5      |
| 28  | Wim Eyckmans       |     |     |     |     |     |     |     |     |     |     |     | 12  | 19 | 19  | 1      |
| 28  | Bud Keading        |     |     |     | 14  | 23  |     |     |     |     | 12  |     |     |    | 16  | 1      |
| 30  | Paul Jasper        |     |     |     |     |     |     |     |     |     |     |     |     |    | 21  | 0      |
| 30  | Eric Jensen        |     | 17  |     |     |     |     |     |     |     |     |     |     |    |     | 0      |
| 30  | Tim Moser          |     | 14  |     |     |     |     |     |     |     |     |     |     |    |     | 0      |
| Pos | Rijder             | MIA | LBH | NAZ | STL | MIL | DET | POR | CLE | TOR | MIS | TRO | VAN | LS | FON | Punten |

| Kleur       | Resultaat                       |
| ----------- | ------------------------------- |
| Goud        | Winnaar                         |
| Zilver      | 2de plaats                      |
| Brons       | 3de plaats                      |
| Groen       | 4de en 5de plaats               |
| Lichtblauw  | 6de–10de plaats                 |
| Donkerblauw | Gefinisht (buiten de Top 10)    |
| Paars       | Niet gefinisht                  |
| Rood        | Niet gekwalificeerd (DNQ)       |
| Bruin       | Teruggetrokken (Wth)            |
| Zwart       | Gediskwalificeerd (DSQ)         |
| Wit         | Niet Gestart (DNS)              |
| Blank       | Nam geen deel aan de race (DNP) |
| Blank       | Niet geracet                    |

| Toegevoegde info    |                                                      |
| vet                 | Pole positie (1 punt)                                |
| cursief             | Snelste ronde                                        |
| *                   | Meeste ronden aan de leiding (2 punten)              |
| 1                   | Kwalificatie geannuleerd geen bonuspunten uitgedeeld |
| Rookie van het Jaar |                                                      |
| Rookie              |                                                      |

| Kleur       | Resultaat                       |
| ----------- | ------------------------------- |
| Goud        | Winnaar                         |
| Zilver      | 2de plaats                      |
| Brons       | 3de plaats                      |
| Groen       | 4de en 5de plaats               |
| Lichtblauw  | 6de–10de plaats                 |
| Donkerblauw | Gefinisht (buiten de Top 10)    |
| Paars       | Niet gefinisht                  |
| Rood        | Niet gekwalificeerd (DNQ)       |
| Bruin       | Teruggetrokken (Wth)            |
| Zwart       | Gediskwalificeerd (DSQ)         |
| Wit         | Niet Gestart (DNS)              |
| Blank       | Nam geen deel aan de race (DNP) |
| Blank       | Niet geracet                    |

| Toegevoegde info    |                                                      |
| vet                 | Pole positie (1 punt)                                |
| cursief             | Snelste ronde                                        |
| *                   | Meeste ronden aan de leiding (2 punten)              |
| 1                   | Kwalificatie geannuleerd geen bonuspunten uitgedeeld |
| Rookie van het Jaar |                                                      |
| Rookie              |                                                      |

| Positie | 1  | 2  | 3  | 4  | 5  | 6 | 7 | 8 | 9 | 10 | 11 | 12 |
| ------- | -- | -- | -- | -- | -- | - | - | - | - | -- | -- | -- |
| Punten  | 20 | 16 | 14 | 12 | 10 | 8 | 6 | 5 | 4 | 3  | 2  | 1  |

1986 ·
1987 ·
1988 ·
1989 ·
1990 ·
1991 ·
1992 ·
1993 ·
1994 ·
1995 ·
1996 ·
1997 · 
1998 ·
1999 ·
2000 ·
2001 ·
2002 ·
2003 ·
2004 ·
2005 ·
2006 ·
2007 ·
2008 ·
2009 ·
2010 ·
2011 ·
2012 ·
2013 ·
2014 ·
2015 ·
2016 ·
2017 ·
2018 ·
2019 ·
2020 ·
2021 ·
2022 ·
2023 ·
2024 ·
2025

Lijst van coureurs